# Komenda
Komenda è un comune di 5 279 abitanti della Slovenia centrale. Si trova circa 25 km a nord del centro di Lubiana.

## Storia
Viene indicato per la prima volta in un documento ufficiale nel 1163 e tra i personaggi più importanti collegati al paese troviamo Peter Pavel Glavar (1721-1784), figlio di Pietro Giacomo di Testaferrata, conosciuto per i suoi studi sull'apicoltura e la sua cura nella costruzione di chiese, ospedali e scuole per le persone povere e Tadej Pogačar, ciclista vincitore di numerose competizioni internazionali tra cui quattro Tour de France (2020, 2021, 2024 e 2025) e un Giro d'Italia (2024). 
Amministrativamente è stato unito a Kamnik fino alla separazione avvenuta nel 1998.

## Economia
Nel nucleo principale del municipio omonimo vivono circa 900 persone, la maggior parte dedita all'agricoltura e all'allevamento equino.